# گرمای کشنده (فیلم ۲۰۲۴)
گرمای کشنده (به انگلیسی: Killer Heat) فیلمی محصول سال ۲۰۲۴ و به کارگردانی فیلیپ لاکوت است. در این فیلم بازیگرانی همچون جوزف گوردون لویت، شیلین وودلی، ریچارد مدن، کلیر هولمن، بابو سیسی و ابی لی کرشا ایفای نقش کرده‌اند.